# Мартович, Лесь
Лесь Марто́вич (укр. Олекса Семенович Марто́вич, 12 февраля 1871, Торговица — 11 января 1916, Погариско) — украинский писатель и общественный деятель.

## Биография
Родился 12 февраля 1871 г. в селе Торговица Городенковского уезда на Станиславщине (ныне Ивано-Франковская область) в семье сельского писаря. Его отец самостоятельно научился грамоте, что помогло ему подняться с наёмника до писаря, стать «взором порядочного, неподкупного гражданина», авторитетным среди односельчан. Имел 15 моргов поля, красивый дом, пасеку и сад. По воспоминаниям Василия Стефаника, семья Мартовича принадлежала к древнему раввинскому еврейскому роду, последний представитель которого (дед писателя) принял христианство и был изгнан из еврейской общины.
С 1882 Лесь Мартович — ученик Коломыйской гимназии. В июне 1892 года заканчивает гимназию и поступил на юридический факультет Черновицкого университета, который закончил через 17 лет (1909). Отец не мог содержать сына в университете, и поэтому Мартовичу пришлось рассчитывать только на себя. Занимался общественными делами: работал в нелегальном кружке, члены которого проводили среди крестьян культурно-просветительную работу; собирал и изучал фольклорные материалы; издавал свою литографированную газету «Сборник»; основывал по селам читальни и тому подобное. В то же время он был редактором львовской газеты «Хлебороб» (1893) за мизерную плату — 30 гульденов, а в 1897—1898 годах стал редактором «Общественного голоса», который редактировал Иван Франко. Был членом той же Украинской радикальной партии, что и Франко.
Работал в Львове, Дрогобыче, Городке и Стрые. Начиная с 1905 года, тяжело болел. Его посетил однажды И. Франко. Умер 11 января 1916 в селе Погариско, похоронен в с. Монастырек. В доме, в селе Зубейки Львовской области, где жил Лесь Мартович, в настоящий момент находится школа.

## Литературное творчество
Лесь Мартович — автор 27 рассказов.
Свои новеллы из крестьянской жизни Лесь Мартович писал на покутском наречии.
Писать Лесь Мартович начал ещё в гимназии. Первый рассказ «Не-читатель» был написан в 1889 году. Мартович — писатель современного ему села, тематически очень близок к Василию Стефанику и Марко Черемшине. Входил в так называемую «Покутскую тройку». Его герои — крестьяне из отдалённых сёл Западной Украины. В своём творчестве писатель отходит от народнических канонов, он вскрывает глубокие социально-экономические корни классового неравенства в деревне («Мужицкая смерть»). Мартович изображал односельчан, глубоко любя их. Выразительная черта его художественной манеры — соединение трагического с комическим, юмор его иногда переходит в острую сатиру. Особенно удались Мартовичу образы крестьян в повести «Суеверие».

## Произведения
- Лумера (1891)
- Иван Рыло (1895)
- Найденная рукопись о Русском крае (1897)
- Мужицкая смерть (1898)
- За топливо
- За границу
- Плохо дело
- Стрибога подарок
- Отмена
- Гарбата
- Грешница
- Хитрый Панько
- Квит на пятку
- Войт
- Смертельное дело
- Булка
- Прощальный вечер
- Народная ноша
- Суеверие

## Издания
- Не-читатель, «Черновцы», 1889;
- Хитрый Панько и др.. ОПОВ., Львов, 1900;
- Стрибога дар и др.. ОПОВ., Львов, 1905;
- Суеверие, Повесть, Львов, 1917 (Киев, 1926);
- Рассказ, Львов, 1922;